# Après la fin
Pour plus de détails, voir Fiche technique et Distribution.
Après la fin est un téléfilm français réalisé par Frédéric Lopez d'après un scénario de Frédéric Lopez et Françoise Charpiat.
Cette fiction, librement adaptée du livre témoignage 15 000 volts - Une méthode pour s'accomplir de Louis Derungs, est une coproduction d'Adenium TV France, Storia Television et France Télévisions.

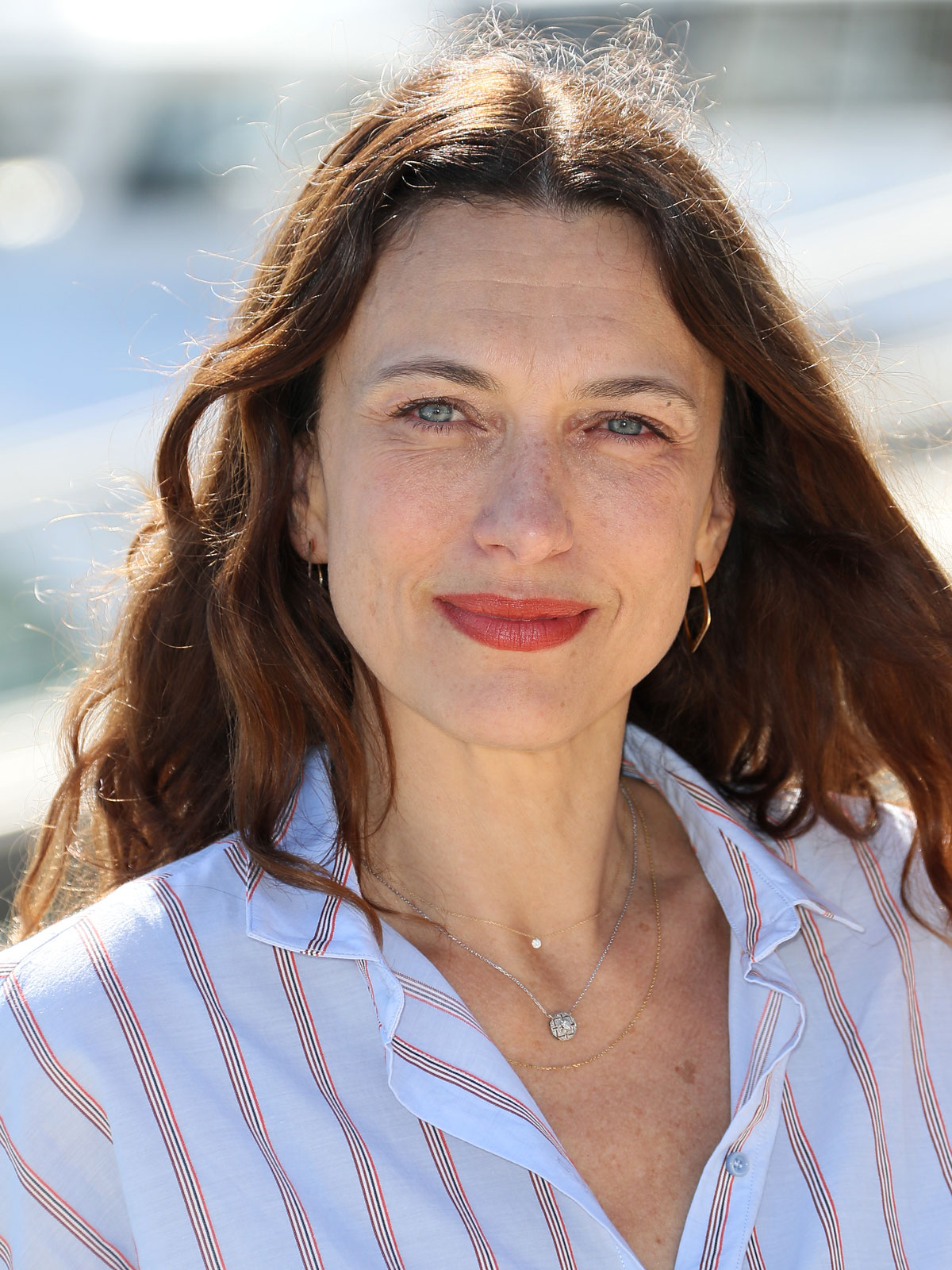
Natacha Lindinger.

## Fiche technique
Sauf indication contraire, les informations mentionnées dans cette section peuvent être confirmées par les bases de données cinématographiques  présentes dans la section « Liens externes ».
- Titre français : Après la fin
- Réalisation : Frédéric Lopez[1],[2],[3],[4]
- Scénario : Frédéric Lopez et Françoise Charpiat[1],[3],[4]
- Production : Louis Grangé[3]
- Sociétés de production : Adenium TV France, Storia Television et France Télévisions[1],[2],[3],[4]
- Pays de production :  France
- Langue originale : français
- Format : couleur
- Genre : Drame
- Durée : 90 minutes
- Dates de première diffusion :

## Distribution
- Natacha Lindinger :
- Béatrice Facquer :
- David Salles :
- Ilies Kadri :
- Salomé Granelli :
- Lancelot Courcieras :
- Olivier Le Montagner :

## Production

### Genèse et développement
Cette fiction, librement adaptée du livre témoignage 15 000 volts - Une méthode pour s'accomplir publié en 2016 par Louis Derungs aux éditions Favre, est une coproduction d'Adenium TV France, Storia Television et France Télévisions réalisée pour France 2 avec la participation du Centre national du cinéma et de l'image animée,,,.
Le scénario est de la main de Frédéric Lopez et Françoise Charpiat, et la réalisation est assurée par Frédéric Lopez,,.
La production est assurée par Louis Grangé.

### Tournage
Le tournage se déroule du 28 mars au 24 avril 2025 au Grau-du-Roi et en région Occitanie,,.